# أساف هول
أساف هول الثالث  (بالإنجليزية: Asaph Hall) (15 أكتوبر 1829 - 22 نوفمبر 1907) كان عالم فلك أمريكي اشتهر لأنه اكتشف أقمار المريخ، ديموس وفوبوس، في عام 1877 .
ولد في غوشين (كونيتيكت) وابن آساف هول الثاني (1800-1842) الساعاتي، وامة هانا بالمر (1804-1880).جده لأبيه آساف هول الأول (11 يونيو 1735 - 29 مارس 1800) كان ضابط الحرب الثورية في ولاية كونيتيكت

## روابط خارجية
- أساف هول على موقع الموسوعة البريطانية (الإنجليزية)
- أساف هول على موقع إن إن دي بي (الإنجليزية)